# Ремзи Кларк
Ремзи Кларк (енгл. Ramsey Clark; Далас, 18. децембар 1927 — Њујорк, 9. април 2021) био је амерички адвокат, политичар и бивши врховни државни правобранилац у време владавине председника Џона Кенедија.
Као државни правобранилац, био је познат по свом енергичном противљењу смртној казни, подршци грађанским слободама и грађанским правима и својој посвећености у спровођењу антитрустовских одредби. Кларк је надгледао израду Закона о бирачким правима из 1965. године и Закона о грађанским правима из 1968. године. Од напуштања јавне функције, Кларк је водио многе кампање прогресивног активизма, укључујући противљење рату против тероризма, и пружао је правну одбрану личностима попут Чарлса Тејлора, Слободана Милошевића, Садама Хусеина и Линдона Ларуша.
Кларк је био последњи преживели члан кабинета Линдона Џонсона.
Добио је Сретењски орден Републике Србије. Универзитет у Београду му је доделио почасни докторат.